# Epiactis mortenseni
Epiactis mortenseni är en havsanemonart som beskrevs av Oscar Henrik Carlgren 1924. Epiactis mortenseni ingår i släktet Epiactis och familjen Actiniidae. Inga underarter finns listade i Catalogue of Life.